# Kenya Kobayashi
Kenya Kobayashi (Japón, 21 de agosto de 1983) es un gimnasta artístico japonés, subcampeón mundial en 2010 y 2011, en el concurso por equipos.

## 2010
Gana la medalla de plata en el concurso por equipos del Mundial de Róterdam 2010. Japón queda tras China (oro) y delante de Alemania. Sus compañeros fueron: Kōhei Uchimura, Koji Yamamuro, Koji Uematsu, Kazuhito Tanaka y Tatsuki Nakashima.

## 2011
En el Mundial de Tokio 2011 vuelve a ser plata por equipos, por detrás de China y delante de Estados Unidos. Sus compañeros son: Kazuhito Tanaka, Koji Yamamuro, Makoto Okiguchi, Yusuke Tanaka y Kōhei Uchimura.